# Aeroportul General Justo José de Urquiza
Aeroportul General Justo José de Urquiza (IATA: PRA, ICAO: SAAP) este un aeroport din Paraná⁠(d), Paraná Department⁠(d), Provincia Entre Ríos, Argentina ce deservește zona Paraná⁠(d). Aeroportul a fost tranzitat în decembrie 2022 de 2.634 de pasageri.
Situat la o altitudine de 74 m, aeroportul dispune de o singură pistă. Este operat de Argentine Air Force⁠(d).